# Dongshe
Dongshe är en köping i Kina. Den ligger i provinsen Jiangsu, i den östra delen av landet, omkring 220 kilometer öster om provinshuvudstaden Nanjing.  År 2015 inkorporerades Wujia i Dongshe. 
Antalet invånare innan sammanslagningen med Wujia var 45 926. Befolkningen består av 26 314 kvinnor och 19 612 män. Barn under 15 år utgör 12,0 %, vuxna 15-64 år 65 %, och äldre över 65 år 21,0 %.